# 映画 この素晴らしい世界に祝福を!紅伝説
| 原作イラスト         | 三嶋くろね |
| キャラクターデザイン | 菊田幸一   |
| 美術監督             | 三宅昌和   |
| 色彩設計             | 伊藤由紀子 |
| 撮影監督             | 廣瀬唯希   |
| 編集                 | 木村佳史子 |
| 音響監督             | 岩浪美和   |

『映画 この素晴らしい世界に祝福を！紅伝説』（えいが このすばらしいせかいにしゅくふくを くれないでんせつ）は、2019年8月30日に公開された日本の長編アニメーション映画作品。
暁なつめのライトノベル『この素晴らしい世界に祝福を！』を原作としたテレビアニメシリーズの、劇場用アニメーション映画。時系列上ではテレビアニメ第2期の後であり、原作第5巻『爆裂紅魔にレッツ&ゴー!!』に位置する。アニメーション制作は、テレビアニメを制作したスタジオディーンからJ.C.STAFFへ変更された。

## 概要
2018年10月25日に映画が2019年公開予定であることが発表されると共に、同年11月4日にグッズ付き前売券の発売されることが決定され、翌5日には映画の正式タイトルの決定とティザービジュアルの公開、翌年の2019年6月28日に主題歌のCD発売や、8月2日にテーマソングなどといった複数の楽曲の情報が公開された。8月30日に劇場公開が開始されると9月14日にはさらに多くの劇場での追加公開が決定され、9月20日には4DXでの公開が決定した。
2019年12月13日に映画のBD / DVD発売の情報が発表され、翌年2020年の2月3日にはデジパックイラストが公開、2月5日に告知CMも公開された。
またこのほかにも、テレビアニメ第1期と第2期の一挙放送や、タイアップ・コラボが何度も行われている。

## ストーリー
温泉旅行からの帰宅直後、クエストに失敗したカズマたちのパーティーはまた借金を増やしていた。そんなとき、突然ゆんゆんがカズマのもとへ駆け込み、魔王から世界や紅魔の里の滅亡の危機を救うためにカズマの子供が欲しいと話す。その後、カズマの屋敷でこの話が作り話であり、めぐみんやゆんゆんの同級生であるあるえによって書かれたものと分かると、ゆんゆんは少し恥じらいながら村へ帰っていった。
翌日、カズマたちはウィズの店へ、紅魔の里周辺までテレポートしてもらうよう頼みに行く。しかし村の外側にテレポートされ、メスのオークの群れに追いかけ回されるが、間一髪のところでゆんゆんの魔法によって助けられる。再び近くにいた魔王軍によって追い詰められるも、紅魔族の人々によって助けられ、村までテレポートしてもらう。そしてめぐみんの家へ向かい、妹のこめっこに迎えられる。めぐみんはすぐに眠りにつき、その時めぐみんの両親であるゆいゆいとひょいざぶろーがカズマに娘との関係について話を尋ね、裕福だと話すと、両親は安心してカズマのことを娘に適した良い人だと見る。その夜、カズマはゆいゆいにめぐみんの寝る部屋に閉じ込められ、めぐみんに一緒に寝ていることを気づかれて出ていき、翌朝に軽蔑されたような名前で呼ばれてしまう。
めぐみんは、カズマたちを興味のあるところや様々な店、めぐみんの学校などの紅魔の里のツアーに連れて行き、3人の同級生と再会する。ところが家に戻ると、シルビア率いる魔王軍が侵入し、ダクネスが足止めしていた。カズマは自分のことを剣士のミツルギと名乗り、他にも多くの魔王軍幹部たちを倒していたと話し、シルビアたちを一時的に撤退させる。その夜、めぐみんとカズマはまた一緒に寝る。再びチャンスに恵まれたカズマは、めぐみんが再度逃げ出さないよう、窓にフリーズをかけていた。わずかに会話し、カズマに自分の感謝の気持ちを話したが、めぐみんは凍っている窓を見て愕然する。この時、突如村への侵入者を表す警報が鳴り、カズマはその敵を探す。シルビアは紅魔族に対抗する古代兵器である「魔術師殺し」を求めてカズマを地下格納庫へ連れて行き、「結界殺し」を使って封印された扉を開けようとするも開かず、その封印を解く方法を誤って明かした結果、封印を解いてしまう。シルビアが中に入っている間に再び扉を閉めて閉じ込めるが、直後に彼女は魔術師殺しと合体して半身半蛇の姿になり、脱出して建物を破壊したうえでほぼ全員の魔力を無効化し、村は火の海と化す。魔術師殺しに対抗する手段が記されている場所へ向かうと、手段は日本語で書かれており、それによれば町の店のライフルである「レールガン」が魔術師殺しを止めるために必要な武器であった。
ゆんゆんたちがシルビアの注意をそらす間、カズマたちはレールガンを見つける。一度は何も起こらなかったものの、めぐみんの爆裂魔法もあってシルビアを撃ち抜くことに成功する。この攻撃によってシルビアは瀕死の状態に陥るが、その際に愛に飢えていることを自覚し、満たされなかった想いのために再び蘇る。再びシルビアに対抗するため、時間稼ぎとしてカズマがシルビアの心の隙に付け込んだうえに彼女と合体し、紅魔族の人々にウィズが協力を呼びかけ、ゆんゆんがライト・オブ・セイバー、めぐみんがエクスプロージョンという強力な攻撃を合体したシルビアとカズマに向けて放った結果、両者は死亡する。しかし、カズマは事前にアクアに幸運値を底上げしてもらっており、ギリギリ蘇生可能な範囲で身体の原形を留めていたため、生き返ることができた。その後、カズマたちは家へ帰っていった。
帰宅後、カズマたちはピクニックをして、カズマとめぐみんは風景を眺めていた。めぐみんは、もう爆裂魔法だけに限定されないで上級魔法も取得していきたいと話し、カズマに爆裂魔法以外のスキルにポイントを入れてほしいと頼む。カズマはポイントを入れてから、めぐみんに今日の分の爆裂魔法を撃ってほしいと頼んだ。爆裂魔法を放っためぐみんは、いつもより威力がはるかに強いことに驚き、カズマがポイントをすべて爆裂魔法に入れていたことに気づく。やがて、その爆発の狼煙はハートの形になっていった。

## キャスト
- カズマ：福島潤[29]
- アクア：雨宮天[29]
- めぐみん：高橋李依[29]
- ダクネス：茅野愛衣[29]
- ゆんゆん：豊崎愛生[29]
- ウィズ：堀江由衣[29]
- バニル：西田雅一[29]
- ルナ：原紗友里[29]
- 荒くれ者：稲田徹[29]
- こめっこ：長縄まりあ[29]
- ひょいざぶろー：高橋広樹[29]
- ゆいゆい：能登麻美子[29]
- あるえ：名塚佳織[29]
- ふにふら：富田美憂[29]
- どどんこ：鈴代紗弓[29]
- ぶっころりー：中島ヨシキ[29]
- そけっと：長谷美希[29]
- 族長：最上嗣生[29]
- シルビア：渡辺明乃[29]

## 登場人物
以下では、本作から登場するキャラクターについてのみ記載する。
こめっこ
声 - 長縄まりあ
めぐみんの妹。5歳。めぐみんが小さくなったような風貌で、短い二つ結びに星形の髪飾りをしている。自称「紅魔族随一の魔性の妹」。
紅魔の里で両親と暮らしており、里にやって来たカズマたちを出迎えていた。
食欲旺盛で常に食べ物を探しており、カズマが家でまんじゅうを手土産として渡した時には食欲に溢れ、その後両手で一瞬にして食べていた。
本作では、カズマがシルビアに向けて撃とうとしていたレールガンを、横から自分で自ら発射していた。
ひょいざぶろー
声 - 高橋広樹
めぐみんとこめっこの父。
一風変わった性能の魔道具を作る魔道具職人だが、多くは実用性がなく売れないため、家計は火の車である。（商才の無い）ウィズには腕を見込まれており、彼女の店には商品が置かれている。
ゆいゆい
声 - 能登麻美子
めぐみんとこめっこの母。
夫の作った魔道具を他所の街に売りに行くため、よく家を留守にしている。
カズマの財産に目が眩み、ひょいざぶろーとダクネスをスリープで眠らせ、奸計を用いてめぐみんとカズマを一夜をともにさせてしまう。スリープ、ロック、アンクルスネアといった、足止めに最適な魔法を使う。
あるえ
声 - 名塚佳織
めぐみんとゆんゆんの同級生。「紅魔族随一の発育」を名乗るめぐみんの友人。蝙蝠の羽型の髪留めに短めの縦ロール。オシャレで常に眼帯をしている。
マイペースでサバサバした性格で、学校の成績は二人に次いで優秀だった。めぐみんのお別れ会にも招待され、餞別に「強大な魔力を封印する」（という設定の）眼帯を贈った。
あるえの送った手紙によるゆんゆんの勘違いや、あるえの執筆した小説を破った件などからカズマとは険悪な関係になっている。
ふにふら
声 - 富田美憂
めぐみんとゆんゆんの同級生。「紅魔族随一の弟思い」で、長めのツインテールにヘアピンを着けている。歳の離れた弟がおり、どどんこから「ブラコン」呼ばわりされるほど溺愛している。どどんこととても仲が良い。
いつもどどんこと共に行動しており、オシャレに気を使ったり、噂話と架空の恋人を織り交ぜた謎の恋バナをしている。
どどんこ
声 - 鈴代紗弓
めぐみんとゆんゆんの同級生。「紅魔族随一の なんだっけ」と失念して名乗っておらず、短めのポニーテールにリボンをしている。ふにふらととても仲が良い。
いつもふにふらと共に行動しており、ふにふらと同じように、オシャレに気を使ったり、噂話と架空の恋人を織り交ぜた謎の恋バナをしている。
ぶっころりー
声 - 中島ヨシキ
紅魔の里を守る自警団のリーダー。「紅魔族随一の靴屋のせがれ」。
本作では、魔王軍に追われていたカズマたちをライト・オブ・セーバーで助けてテレポートで里に案内した。その後もそけっとと連携して魔王軍やシルビアと戦っている。自警団としての仕事としては基本的に暇であるものの、里の近くで無意味に爆裂魔法を放った疑いのめぐみんを勾留したり、怪しげな魔物への警戒もしている。カズマとはニート同士気が合うところがあるようで暇つぶしの方法で意気投合していた。
そけっと
声 - 長谷美希
「紅魔族随一の美人」と呼ばれる若い占い師の女性。趣味で木刀を購入して持ち歩いている。
里の住人で、よく当たると評判の美人の占い師である。
族長
声 - 最上嗣生
ゆんゆんの父親。紅魔族の長。
シルビア
声 - 渡辺明乃
魔王軍の幹部の一人。
魔王軍の強化モンスター開発局局長で、自身も肉体に合成と強化を繰り返してきたグロウキメラ。茶色い長髪のグラマラスな長身女性の姿で、下級悪魔の革で作った赤いドレスを着ている。部下思いで常識的な性格。紅魔の里の攻略のために派遣されていた。
実は女性の肉体は合成で得たもので、性別を超越しているものの元は男性。顎の下に髭があったり、下のある部分は改造していない模様。このような点を除けば、ハンス同様性格はまともで優秀な幹部である。
本作では、部下を引き連れて紅魔の里に攻め入り、住民との圧倒的な戦力差に泣きを見ていたところ、里の外れにいたカズマを人質として連れ去っている。その後、紅魔族に対抗する武器である古代の魔道具「魔術師殺し」を求めて地下格納庫へ赴き、カズマの協力もあって封印を解くが、彼の策にはまって格納庫内に閉じ込められてしまう。
しかし、格納庫内で見つけた巨大な蛇型の兵器「魔術師殺し」と合体し、半身半蛇の姿になって脱出すると、そのまま里を襲撃して火の海にするが、強力な魔法を溜めこんだレールガンの魔弾により、身体を撃ち抜かれる。原作ではこの段階で死亡したが、本作では後のオリジナルストーリーを挟んで死亡している。

## 用語
紅魔族（こうまぞく）
紅魔の里に住む、紅い瞳をした人間の一族。生まれつき魔力と知力が非常に高く、魔法使いとしての高い適性を持つ。そのため皆が魔法の修行を積んでアークウィザードとなる。紅魔族ローブと呼ばれる魔力を放出する黒いローブと黒いマントを好みで着用する。総じて皆が変な名前をしており、中二病のような芝居がかった言動をとるが、本人たちは格好いいと思っている。自己紹介の際も堂々と名乗り、通り名も称する（基本的に自称）。
戦闘の際に見栄えを重視するなど独自の価値観を持っており、ネーミングセンスも奇抜。例外的にゆんゆんのような常識人もいるが、一族の中ではむしろ変人扱いされてしまう。特徴である紅い瞳は、感情が高ぶると紅い輝きが増す。身体のどこかにバーコードの刺青があり、他人に刺青の場所を知られることは裸を見られることよりも恥ずかしいとされるため、ゆんゆんがめぐみんにカズマへ刺青の場所を言われそうになった際には嫌がっていた。
容姿こそ変わり者ばかりであるが、魔法の実力は本物である。本作では、魔王幹部に里を何度も襲撃されており、里には強固な塀や結界もなく無防備同然だが、そのたびに一族総出で里に上級魔法を飛び交わせて撃退しており、そのこともあってかシルビアの紅魔の里攻略にも進展がなかった。
正体は、とある魔法の研究者が対魔王用として作り出した、魔力を増幅する改造手術を施された改造人間である。紅い瞳やバーコードは被験者たちのたっての希望で付けられた無意味な飾りで、独自のネーミングも元は研究者が適当に付けたあだ名が浸透したものだった。
地下格納庫
紅魔族の里にある、デストロイヤーの設計者が開発した兵器や日本から持ち込んだゲーム機などが保管された格納庫。
結界殺し
シルビアが地下格納庫の結界を解除するために使った魔道具。
魔術師殺し
デストロイヤーの設計者が開発した、魔法が効かない特性を持つ対魔法使い用の犬型兵器のつもりで作った蛇の形をした兵器。
レールガン
デストロイヤーの設計者が開発した、魔術師殺しに対抗するために開発された魔法を圧縮して撃ち出す兵器。現実世界におけるレールガンのような電磁加速要素は皆無であり、電力は使用しない。
正体が判明するまでは服屋の物干し竿代わりに使用されていた。

## 音楽
「1ミリ Symphony」
Machicoによるメインテーマ。楽曲制作にはチャットモンチーのドラマーだった高橋久美子や、Superflyなどへの楽曲提供で知られる多保孝一が参加した。高橋と多保が作詞を、多保とUTAが作曲・編曲を担当した。Machicoは高橋による歌詞について、テレビアニメ版の主題歌である『fantastic dreamer』や『TOMORROW』の雰囲気を感じ取り「このすばの歴史と思い出が詰まった曲」と述べた。
「マイ・ホーム・タウン」
雨宮天、高橋李依、茅野愛衣が演じるアクア、めぐみん、ダクネスによるエンディングテーマ。ハンバート ハンバートの佐藤良成が作詞・作曲・編曲を担当した。歌唱した雨宮は「ワチャワチャ感やドタバタ感のあるこのすばで、ほのぼのとした曲がエンディングで流れることで『今日もいい話だったなぁ』と感じられる」と述べた。高橋は「めぐみんが、生まれ故郷である紅魔の里の雰囲気を思い返したくなる楽曲」と述べた。茅野は「ダクネスの素を出し、飾らずに、昔話を語るような雰囲気で歌うことを心がけた」と述べた。また、楽曲制作した佐藤は「監督と音楽プロデューサーから具体的な指示を受けたが、やりづらいどころか面白い。レコーディングでは鼻濁音にこだわってもらった」と述べた。また、同じくハンバート ハンバートの佐野遊穂は、本シリーズではずっとレコーディングの仮歌を担当していたが、プロデューサーの提案により初めてコーラスとして参加した。

## 評価
BDの初週推定売上は限定版が13,799枚、通常版が3,628枚、DVDの初週推定売上は1,955枚をそれぞれ記録している。
2019年11月、映画『パルプ・フィクション』の原案者として知られる脚本家のロジャー・エイヴァリーが、映画レビューサイト「レターボックス」にて本作品に星5つの最高評価を下し、Twitterにて絶賛の感想を述べた。
2020年12月、ニュータイプアニメアワード2019 - 2020において作品賞（劇場上映&配信作品）・キャラクター賞（マスコットキャラクター）を受賞した。

## 放送局
放送日・放送時間は日本時間。
| 放送日        | 放送時間      | 放送局             | 対象地域 | 備考               |
| ------------- | ------------- | ------------------ | -------- | ------------------ |
| 2021年1月9日  | 23:00 - 24:35 | ABEMA アニメ LIVE2 | 世界全域 | 世界全域初配信     |
| 2021年4月17日 | 19:25 - 21:00 | AT-X               | 日本全域 | CS初放送           |
| 2021年8月14日 | 16:30 - 18:05 | ABEMA アニメLIVE   | 世界全域 |                    |
| 2021年8月15日 | 14:00 - 15:35 | ABEMA アニメLIVE   | 世界全域 | 前日のリピート放送 |
| 2022年5月5日  | 17:25 - 19:00 | ABEMA アニメ LIVE2 | 世界全域 |                    |
| 2022年5月6日  | 11:55 - 13:40 | ABEMA アニメ LIVE2 | 世界全域 | 前日のリピート放送 |
| 2023年1月3日  | 19:00 - 20:30 | ニコニコ生放送     | 世界全域 |                    |
| 2023年3月27日 | 19:30 - 21:00 | ニコニコ生放送     | 世界全域 |                    |
| 2024年3月24日 | 0:30 - 1:05   | ABEMA アニメ LIVE2 | 世界全域 |                    |
| 2024年3月30日 | 19:00 - 20:40 | TOKYO MX           | 東京都   | 地上波初放送       |
| 2024年4月4日  | 1:00 - 2:40   | BS11               | 日本全域 | BS初放送           |

| 配信日 | 配信時間 | 配信局 |
| ------ | -------- | --- |
| 不明   | 不明     | Amazon Prime Video｜U-NEXT｜DMM.com｜FOD｜Lemino｜dアニメストア｜hulu｜NETFLIX｜ABEMA｜TELASA｜niconico｜Disney+｜BANDAI CHANEL｜TSUTAYA DISCAS｜ |

## 関連商品

### BD / DVD
2020年3月25日発売。発売・販売元は株式会社KADOKAWA。
限定版・通常版共通で本編ディスクに特典映像を収録。ディスクは双方1枚。限定版はBDのみの1形態。
- 映画 この素晴らしい世界に祝福を！紅伝説 限定版
  - ディスク1：本編・映像特典ディスク
  - 封入特典：原作イラスト・三嶋くろね描き下ろしBOX、キャラクターデザイン・菊田幸一描き下ろしデジパック、原作・暁なつめ書き下ろし短編小説集（新規書き下ろし「モンスターズ・ナイト！」+入場者特典「紅魔の里編：紅魔族の矜恃の元に！」「アクセルの街編：S級冒険者三本勝負」）、スペシャルブックレット、キャストオーディオコメンタリー（カズマ役：福島潤・アクア役：雨宮天・めぐみん役：高橋李依・ダクネス役：茅野愛衣）
  - 菊田幸一描き下ろしデジパック仕様
  - 品番：KAXA-7881
- 映画 この素晴らしい世界に祝福を！紅伝説 通常版
  - ディスク1：本編・映像特典ディスク
  - 封入特典：キャラクターデザイン・菊田幸一描き下ろしジャケット、劇場予告編・CM集
  - 品番 - BD：KAXA-7882
  - 品番 - DVD：KABA-10821

### CD
| 発売日        | タイトル                                                                                                | アーティスト                                                             | 品番                                        |
| ------------- | --- | ------------------------------------------------------------------------ | ------------------------------------------- |
| 2019年8月28日 | 1ミリ Symphony                                                                                          | Machico                                                                  | COZC-1568〜9（限定盤） COCC-17659（通常盤） |
| 2019年9月4日  | マイ・ホーム・タウン                                                                                    | アクア（CV：雨宮天）、めぐみん（CV：高橋李依）、ダクネス（CV：茅野愛衣） | COCC-17660                                  |
| 2019年9月4日  | 『映画 この素晴らしい世界に祝福を！紅伝説』オリジナル・サウンドトラック「澄み渡る青空に希望の狼煙を！」 | 甲田雅人                                                                 | COCX-40934                                  |
| 2019年9月4日  | 『この素晴らしい世界に祝福を！』コンサート〜この素晴らしい音楽に喝采を！実況録音盤                      | 甲田雅人（指揮）、東京ニューシティ管弦楽団（演奏）                       | COCX-40939〜40                              |